# Fulbrook (Oxfordshire)
Fulbrook – wieś w Anglii, w hrabstwie Oxfordshire, w dystrykcie West Oxfordshire. Leży 27 km na zachód od Oksfordu i 109 km na zachód od Londynu. W 2001 miejscowość liczyła 430 mieszkańców.